# Kasteel van Nemours

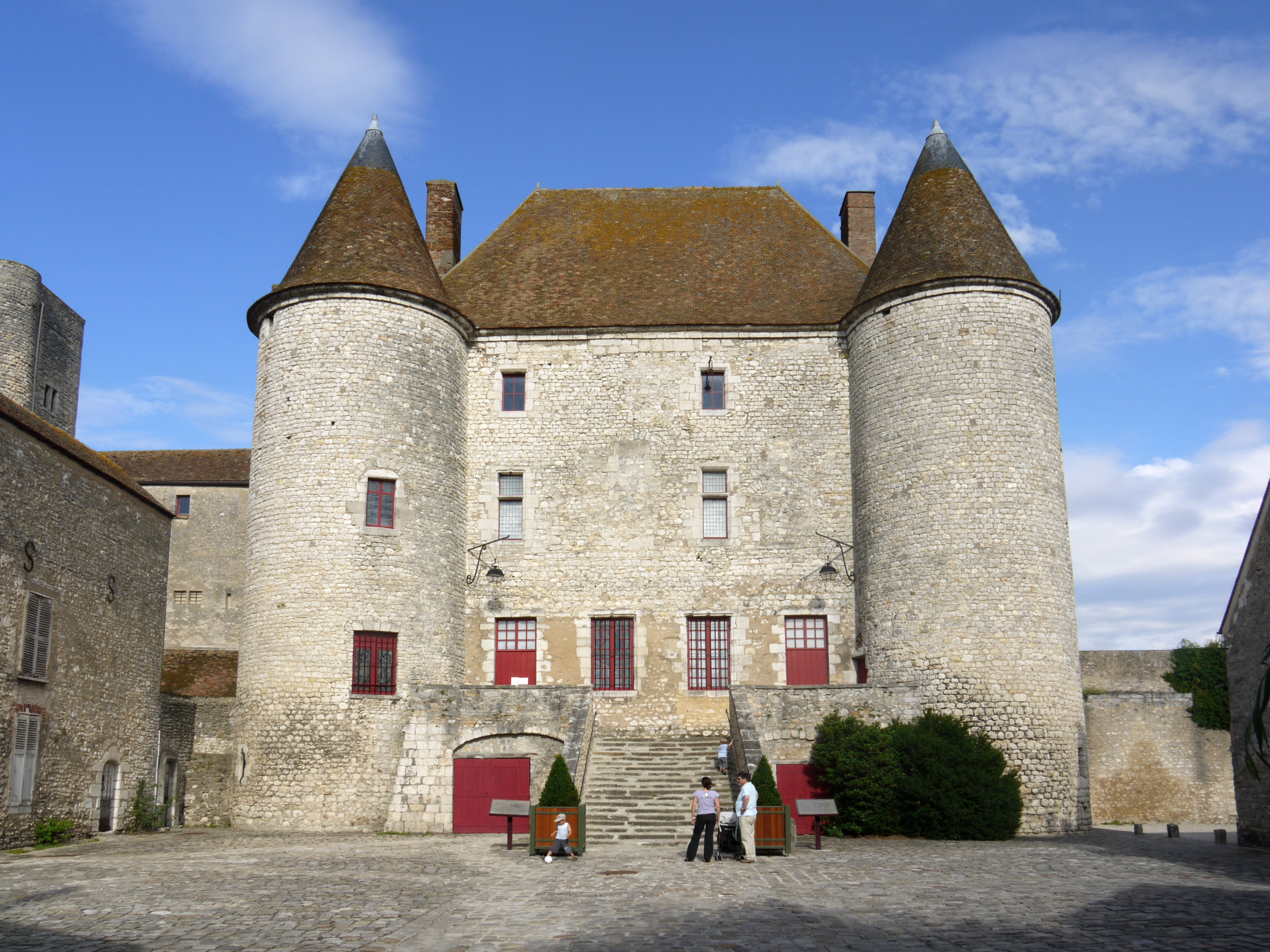
Kasteel van Nemours

Het Kasteel van Nemours (Frans: Château de Nemours) in Nemours is een site die in de eerste plaats bestaat uit een fort gebouwd in de 12e eeuw op de linkeroever van de Loing, op het niveau van een voormalige doorwaadbare plaats en op het kruispunt van twee vijandige machten in die tijd: het koninkrijk van Frankrijk en de provincie Champagne. Dit gebouw is een van de weinige stadskastelen in Île-de-France die vandaag de dag nog bestaan. In tegenstelling tot de kastelen die tegelijkertijd werden gebouwd, ontsnapte het aan ontmanteling dankzij de bevoorrechte relatie van de heren van Nemours met de Franse koningen.
Het werd in 1901 omgevormd tot een "Château Musée" voor Schone Kunsten en herbergt een rijke collectie van meer dan 20.000 werken. Het museum heeft een opmerkelijke collectie grafische kunsten (prenten, tekeningen, gravures) en foto's, evenals schilderijen en sculpturen die symbool staan voor de kunst van de tweede helft van de 19e en het begin van de 20e eeuw. Talrijke schenkingen tijdens de 20e eeuw verrijkten de collectie op verschillende gebieden: lokale archeologie, natuurwetenschappen, populaire kunsten en tradities, munten, wandtapijten en revolutionair aardewerk.